# Liste der Monuments historiques in Soubise
Die Liste der Monuments historiques in Soubise führt die Monuments historiques in der französischen Gemeinde Soubise auf.

## Liste der Bauwerke
| Bezeichnung               | Beschreibung                                        | Standort                                     | Kennzeichnung | Schutzstatus | Datum | Bild           |
| ------------------------- | --------------------------------------------------- | -------------------------------------------- | ------------- | ------------ | ----- | -------------- |
| Zwei Dolmen               |                                                     | auf der Base aérienne 721 de St-Agnat (Lage) | PA00105272    | Classé       | 1938  |                |
| Kirche St-Pierre          | Erbaut im 12. Jahrhundert                           | Place de Verdun (Lage)                       | PA17000082    | Inscrit      | 2009  | weitere Bilder |
| Fontaine de la Rouillasse | Brunnen                                             | (Lage)                                       | PA17000007    | Inscrit      | 1996  |                |
| Hôtel des Rohan           | Hoffassade eines Hôtel particulier, 17. Jahrhundert | Place de Verdun (Lage)                       | PA00105273    | Inscrit      | 1928  | weitere Bilder |

## Liste der Objekte
Zum Verständnis siehe: Kirchenausstattung
| Bezeichnung                                                   | Beschreibung                                                                          | Standort                                                 | Kennzeichnung | Schutzstatus | Datum | Bild |
| ------------------------------------------------------------- | ------------------------------------------------------------------------------------- | -------------------------------------------------------- | ------------- | ------------ | ----- | ---- |
| Hauptaltar                                                    | Altar mit Tabernakel und sechs Leuchtern; Holz, farbig gefasst und vergoldet, um 1800 | in der Kirche St-Pierre (Lage)                           | PM17002145    | Inscrit      | 2006  |      |
| Kanzel                                                        | Holz, 19. Jahrhundert                                                                 | in der Kirche St-Pierre (Lage)                           | PM17002146    | Inscrit      | 2006  |      |
| Gemälde Le Christ remettant les clefs à saint Pierre          | Öl auf Leinwand, Holz, 17. Jahrhundert                                                | in der Kirche St-Pierre (Lage)                           | PM17001314    | Inscrit      | 1982  |      |
| Gemälde Christ en croix avec sainte Madeleine                 | Öl auf Leinwand, 18. Jahrhundert                                                      | in der Kirche St-Pierre, am Hauptaltar (Lage)            | PM17001313    | Inscrit      | 1982  |      |
| Gemälde Apparition de la Vierge à sainte claire et saint Elme | Öl auf Leinwand, 1748                                                                 | in der Kirche St-Pierre (Lage)                           | PM17000526    | Classé       | 1982  |      |
| Trauerband (Litre funéraire)                                  | Wandmalerei, 18. Jahrhundert                                                          | in der Kirche St-Pierre (Lage)                           | PM17000525    | Classé       | 1938  |      |
| Gemälde Anbetung der Hirten                                   | Öl auf Leinwand, Holzrahmen, 18. Jahrhundert, nach Abraham Bloemaert                  | in der Kirche St-Pierre (Lage)                           | PM17002143    | Inscrit      | 2006  |      |
| Retabel und Tabernakel                                        | Holz, farbig gefasst und vergoldet, 19. Jahrhundert                                   | in der Kirche St-Pierre, im nördlichen Querschiff (Lage) | PM17002144    | Inscrit      | 2006  |      |
| Taufbecken                                                    | Stein, bemalt, 18. Jahrhundert                                                        | in der Kirche St-Pierre (Lage)                           | PM17002147    | Inscrit      | 2006  |      |
| Lesepult                                                      | Holz, 19. Jahrhundert                                                                 | in der Kirche St-Pierre (Lage)                           | PM17001315    | Inscrit      | 1982  |      |